# الجری تلکام
الجری تلکام (انگلیسی: Algérie Télécom) شرکت مخابرات الجزایری است، که در سال ۲۰۰۳ تأسیس شد.